# Berehove
Berehove (ukrainsk: Берегове; ungarsk: Beregszász) er en by beliggende i Zakarpatska oblast (provins) i det vestlige Ukraine, nær grænsen til Ungarn. Den er kulturelt centrum for det ungarske mindretal i Ukraine.
Byen fungerer som administrativt centrum for Berehove rajon (distrikt), og er selv udpeget som by af regional betydning, med en status svarende til en separat rajon
Byen har en befolkning på omkring 23.325 (2022) indbyggere.

## Galleri
- Jødisk Mikvé i Berehove (i dag en bank[2])
- Dæmningen i Berehove, Postkort fra år 1900
- Byskilt med tre skrifttyper og to sprog